# Den of Geek
Den of Geek es un sitio web con sede en Estados Unidos y el Reino Unido que cubre entretenimiento con un enfoque en la cultura pop. El sitio web también publica una revista semestral.

## Historia
Den of Geek fue fundado en 2007 por Simon Brew en Londres. En 2012, DoG Tech LLC obtuvo la licencia de Den of Geek para los mercados de América del Norte y abrió una oficina en la ciudad de Nueva York. En 2017, Dennis Publishing celebró un acuerdo de empresa conjunta con DoG Tech, LLC.
En 2019, Dennis Publishing vendió su participación en Den of Geek World Limited a DoG Tech LLC.

## Sitio web
Den of Geek publica noticias, reseñas, entrevistas y artículos de entretenimiento. Den of Geek US está supervisado por el editor en jefe Mike Cecchini, mientras que la edición británica del sitio web está editada por Rosie Fletcher. Den of Geek también produce contenido de video.

## Publicación
Den of Geek debutó con su edición impresa en octubre de 2015 en la Comic Con de Nueva York. La revista se publica dos veces al año y se distribuye localmente en la Comic-Con de San Diego en julio y en la Comic Con de Nueva York en octubre. La edición impresa está editada por Chris Longo. En 2017, la revista también se lanzó en el Reino Unido.
En 2017, se publicó un libro con la marca Den of Geek, Movie Geek: The Den of Geek Guide to the Movieverse. Le siguió en 2019 TV Geek: The Den of Geek Guide for the Netflix Generation.